# Hiptage lucida
Hiptage lucida är en tvåhjärtbladig växtart som beskrevs av Jean Baptiste Louis Pierre. Hiptage lucida ingår i släktet Hiptage och familjen Malpighiaceae. Inga underarter finns listade i Catalogue of Life.